# Pistole vz. 22
Pistole ČZ vz. 22 (též Pistole N) byla první československá armádní pistole vyráběná v meziválečném období. Jednalo se vlastně o pistoli Mauser-Nickel model 1916/22 ráže 9 mm Short, kterou v licenci vyráběla v menším množství Československá zbrojovka v Brně.
Tuto poloautomatickou pistoli s krátkým zákluzem hlavně navrhl konstruktér Josef Nickel, který před rokem 1918 pracoval pro zbrojovku Mauser. Odtud též název „Pistole N“, jak se zbraň zpočátku nazývala.

## Historie
Po vzniku Československa potřebovala Československá armáda novou pistoli tuzemské výroby. V roce 1920 padla volba na pistoli Mauser-Nickel, kterou již licenčně vyráběla Československá zbrojovka v Brně. V letech 1920–1922 byla zbraň několikrát upravována. Výroba se nakonec v roce 1922 rozběhla a pistole byla zavedena do armády pod označením armádní pistole vz. 22. Tato zbraň byla dodávána i četnictvu.
Vzhledem k určitým problémům s konstrukcí modelu 22 byla výroba z Brněnské zbrojovky převedena do České zbrojovky ve Strakonicích. Pro značnou složitost konstrukce a z toho vyplývající poruchovost zbraně byla v roce 1924 její výroba ukončena a nahradila ji pistole vz. 24. Celkem bylo vyrobeno asi 22 000 pistolí vz. 22.
Po vyhlášení samostatnosti Slovenského státu 14. března 1939 zůstalo Slovenské armádě přes 7000 pistolí vz. 22.